# Ступачевские
Ступачевские (пол. Stupaczewski) — дворянский род из Гетманщины.
Потомство Якова Ступачевского (XVII в.) и его пра-правнука Григория Даниловича, штаб-лекаря.

## Описание герба
В зелёном поле опрокинутая серебряная подкова, пронзённая опрокинутой стрелой.
Щит увенчан дворянскими шлемом и короной. Нашлемник: «слепой» ворон с кольцом, сидящий на золотом кавалерском кресте. Намёт на щите зелёный, подложенный серебром.